# Arne Hyttel
Arne Hyttel (14. juli 1930 – 30. marts 2013 i Sæby) var en dansk borgmester.
Hyttel blev uddannet ved Sæby Kommune og kom i 1955 til Sydthy som kommuneassistent. Han blev siden daglig leder og 1970 socialinspektør.
Tre gange var han borgmester i Sydthy Kommune for Det Konservative Folkeparti: Første gang fra 1970 til 1982, anden gang fra 1986 til 1990 og tredje gang fra 1994 til 1998. Han var Ridder af Dannebrog (siden 3. august 1998).